# Pescara (tỉnh)
Tỉnh Pescara (Tiếng Ý: Provincia di Pescara) là một tỉnh ở vùng Abruzzo của Ý. Tỉnh lỵ là thành phố Pescara.
Tỉnh này có diện tích 1.225 km², tổng dân số là 295.463 người (2001). Có 46 đô thị (tiếng Ý:comuni) ở trong tỉnh này. Tại thời điểm ngày 31 tháng 5 năm 2005, các đô thị chính (xếp theo dân số) là:
| Đô thị            | Dân số  |
| ----------------- | ------- |
| Pescara           | 122.420 |
| Montesilvano      | 43.786  |
| Spoltore          | 16.774  |
| Città Sant'Angelo | 13.168  |
| Penne             | 12.542  |
| Cepagatti         | 9.720   |
| Pianella          | 7.814   |
| Loreto Aprutino   | 7.681   |
| Manoppello        | 6.106   |
| Popoli            | 5.584   |
| Collecorvino      | 5.577   |

Xem các đô thị củaTỉnh Pescara.

## Nơi tham quan
- Vườn quốc gia Majella